# Pokémon the Series: Ruby & Sapphire
Pokémon, A Série: Rubi e Safira, conhecido nos Estados Unidos como Pokémon the Series: Ruby & Sapphire, conhecido no Japão como Pocket Monsters Advanced Generation (ポケットモンスター アドバンスジェネレーション, Poketto Monsutā Adobansu Jenerēshon, lit. "Monstros de Bolso Geração Avançada"), é uma terceira série do anime Pokémon, que reúne as temporadas 6 a 9 deste anime, adaptado dos jogos eletrônicos Pokémon Ruby e Sapphire e Pokémon Emerald, e transmitido no Japão pelo canal TV Tokyo entre 21 de novembro de 2002 e 14 de setembro de 2006. Nos Estados Unidos, pré-estreou em 15 de março de 2003, com 2 primeiros episódios e estreou em 1 de novembro de 2003, no Kids' WB!. No Brasil, estreou em 5 de janeiro de 2004, no Cartoon Network. Em Portugal, estreou em 27 de julho de 2004, na SIC. Esta série narra as aventuras de Ash e Brock através de Hoenn e Kanto; eles estão acompanhados por May e Max.

## Enredo
Quando Ash sai em jornada a sudoeste em direção a região de Hoenn no final da série original, Misty retorna a Cidade de Cerulean em Kanto para se tornar a Líder de Ginásio da Cidade de Cerulean em tempo integral. No entanto, no início da série Rubi & Safira, Brock o segue até Hoenn e Ash ganha novos companheiros na Coordenadora Pokémon May (Haruka) e seu irmão mais novo Max (Masato), e juntos eles enfrentam as equipes rivais, Equipe Magma e Equipe Aqua.
Depois de voltar a Kanto e participar do desafio Batalha da Fronteira, Ash luta com seu rival, Gary. Depois de ver Electivire, um Pokémon da região de Sinnoh que ele nunca visto antes, Ash decide viajar para Sinnoh.

## Personagens
| Personagens                                  | Tipo                  |
| -------------------------------------------- | --------------------- |
| Ash Ketchum                                  | Principal             |
| Pikachu                                      | Principal             |
| Brock Harrison                               | Principal             |
| May                                          | Principal             |
| Max                                          | Principal             |
| Misty Williams                               | Principal             |
| Jessie                                       | Antagonista Principal |
| James                                        | Antagonista Principal |
| Meowth                                       | Antagonista Principal |
| Delia Ketchum                                | Secundário            |
| Prof. Carvalho (Brasil) ou Oak (Portugal)    | Secundário            |
| Gary Carvalho (Brasil) ou Oak (Portugal)     | Secundário            |
| Enfermeira Joy                               | Secundário            |
| Policial (Brasil) ou Agente (Portugal) Jenny | Secundário            |
| Prof. Birch                                  | Secundário            |
| Drew                                         | Secundário            |
| Harley                                       | Secundário            |
| Morrison                                     | Secundário            |
| Tyson                                        | Secundário            |
| Robert                                       | Secundário            |
| Solidad                                      | Secundário            |

## Temporadas
Esta série é dividido por 4 temporadas:
| Temporadas | Título                                                           | Episódios | Datas de exibição                               | Datas de exibição                               | Datas de exibição                              | Datas de exibição                               |
| Temporadas | Título                                                           | Episódios | Japão                                           | Estados Unidos                                  | Brasil                                         | Portugal                                        |
| ---------- | ---------------------------------------------------------------- | --------- | ----------------------------------------------- | ----------------------------------------------- | ---------------------------------------------- | ----------------------------------------------- |
| 6ª         | Avançado (Brasil) ou Advanced (Portugal)                         | 40        | 21 de novembro de 2002 – 14 de setembro de 2006 | 1º de novembro de 2003 – 4 de setembro de 2004  | 5 de janeiro de 2004 – 6 de dezembro de 2004   | 27 de julho de 2004 – 20 de setembro de 2004    |
| 7ª         | Desafio Avançado (Brasil) ou Advanced Challenge (Portugal)       | 52        | 21 de novembro de 2002 – 14 de setembro de 2006 | 11 de setembro de 2004 – 10 de setembro de 2005 | 22 de janeiro de 2005 – 19 de setembro de 2005 | 10 de junho de 2005 – 22 de agosto de 2005      |
| 8ª         | Batalha Avançada (Brasil) ou Advanced Battle (Portugal)          | 52        | 21 de novembro de 2002 – 14 de setembro de 2006 | 17 de setembro de 2005 – 8 de julho de 2006     | 8 de agosto de 2006 – 18 de outubro de 2006    | 16 de setembro de 2006 – 12 de dezembro de 2006 |
| 9ª         | Batalha da Fronteira (Brasil) ou Batalha de Fronteira (Portugal) | 47        | 21 de novembro de 2002 – 14 de setembro de 2006 | 8 de setembro de 2006 – 3 de março de 2007      | 3 de março de 2007 – 2 de fevereiro de 2008    | 30 de setembro de 2007 – 15 de março de 2008    |

## Episódios

### 6ª Temporada: Pokémon: Avançado
Pokémon: Advanced é a sexta temporada da série de anime Pokémon e a temporada inicial da série Geração Avançada no Ocidente.
A temporada começou no Kids' WB! nos Estados Unidos em 1º de novembro de 2003, com o episódio "Get the Show on the Road!". A sexta temporada teve 40 episódios e terminou com o episódio "Watt's with Wattson?" em 4 de setembro de 2004.
| # (série)  | # (temporada) | Título no Brasil                 | Título nos Estados Unidos        |
| ---------- | ------------- | -------------------------------- | -------------------------------- |
| 0277/AG001 | 01            | Tudo Começa na Estrada!          | Get The Show On The Road!        |
| 0278/AG002 | 02            | O Portal da Ruína!               | A Ruin With A View               |
| 0279/AG003 | 03            | Não Há Lugar Como Hoenn!         | There's No Place Like Hoenn      |
| 0280/AG004 | 04            | Não se Pode Com um Taillow!      | You Can Never Taillow            |
| 0281/AG005 | 05            | No Limite do Tempo!              | In The Knicker Of Time           |
| 0282/AG006 | 06            | O Ego Roubado!                   | A Poached Ego!                   |
| 0283/AG007 | 07            | Três é Demais!                   | Tree's A Crowd                   |
| 0284/AG008 | 08            | O Treecko é um Treco!            | A Tail With a Twist              |
| 0285/AG009 | 09            | Domando um Shroomish!            | Taming of the Shroomish          |
| 0286/AG010 | 10            | Tem Bico Pra Tudo!               | You Said A Moithful              |
| 0287/AG011 | 11            | Uma Mordida de Lembrança!        | A Bite to Remember               |
| 0288/AG012 | 12            | O Pequeno Lotad!                 | To Lotad Lowdown                 |
| 0289/AG013 | 13            | Tudo Lindo e Brilhante!          | All Things Bright and Beautifly! |
| 0290/AG014 | 14            | Muito Trabalho Por um Wurmple!   | All In A Day's Wurmple!          |
| 0291/AG015 | 15            | Mandando no Pedaço!              | Gonna Rule The School            |
| 0292/AG016 | 16            | Por Uma Cauda de Vantagem!       | Winner By a Nosepass             |
| 0293/AG017 | 17            | A Caminho de Devon!              | Stairway to Devon                |
| 0294/AG018 | 18            | O Roubo dos Sete Mares!          | On a Wingull and a Prayer        |
| 0295/AG019 | 19            | O Ataque do Sharpedo!            | Sharpedo Attack                  |
| 0296/AG020 | 20            | Domando as Ondas!                | Brave The Wave                   |
| 0297/AG021 | 21            | Quem é Quem?!                    | Which Wurmple is Which?          |
| 0298/AG022 | 22            | Um Buraco Cheio de Problemas!    | A Hole Lotta Trouble!            |
| 0299/AG023 | 23            | Pegando um Corphish!             | Gone Corphishin'                 |
| 0300/AG024 | 24            | Como um Corphish Fora D'água!    | A Corphish Out Of Water          |
| 0301/AG025 | 25            | A Missão Mudkip!                 | The Mudkip Mission               |
| 0302/AG026 | 26            | O Encontro com os Nuzleaf!       | Turning Over a Nuzleaf           |
| 0303/AG027 | 27            | Um Trabalho de Equipe!           | A Three Team Scheme              |
| 0304/AG028 | 28            | Ver Pra Crer!                    | Seeing is Believeing             |
| 0305/AG029 | 29            | Pronto Pra o Que Der e Vier!     | Reading, Willing and Sableye     |
| 0306/AG030 | 30            | Um Desafio da Pesada!            | A Meditite Fight                 |
| 0307/AG031 | 31            | Um Gêiser Já Chega!              | Just One Of The Geysers          |
| 0308/AG032 | 32            | Abandonar o Navio!               | Abandon Ship                     |
| 0309/AG033 | 33            | O Poder Floral!                  | Now That's Flower Power          |
| 0310/AG034 | 34            | Cadê o Meu Torchic?!             | Having a Wailord of a Time       |
| 0311/AG035 | 35            | Vencer ou Perder, Empatar Nunca! | Win, Lose or Drew                |
| 0312/AG036 | 36            | A Pedra Misteriosa!              | The Spheal of Approval           |
| 0313/AG037 | 37            | O Poder da Amizade!              | Jump For Joy                     |
| 0314/AG038 | 38            | O Brilho da Confiança!           | A Different Kind of Misty        |
| 0315/AG039 | 39            | A Gincana Maluca!                | A Pokeblóck Party                |
| 0316/AG040 | 40            | Com Carga Total!                 | What's With Wattson?             |

### 7ª Temporada: Pokémon: Desafio Avançado
Pokémon: Advanced Challenge é a sétima temporada da série de anime Pokémon no Ocidente.
Nos Estados Unidos, a temporada começou no Kids' WB! em 11 de setembro de 2004, com o episódio "What You Seed is What You Get". A sétima temporada teve 52 episódios e terminou com o episódio "Judgment Day!" em 10 de setembro de 2005.
| # (série)  | # (temporada) | Título no Brasil                             | Título nos Estados Unidos                |
| ---------- | ------------- | -------------------------------------------- | ---------------------------------------- |
| 0317/AG041 | 01            | Você Colhe o Que Semeia!                     | What Your Seed Is What You Get           |
| 0318/AG042 | 02            | Amor à Primeira Voada!                       | Love At the First Flight                 |
| 0319/AG043 | 03            | Voe Bagon!                                   | Let Bagons By Bagons                     |
| 0320/AG044 | 04            | A Princesa e o Togepi!                       | The Princess And The Togepi              |
| 0321/AG045 | 05            | A Miragem de Togepi!                         | The Togepi Mirage                        |
| 0322/AG046 | 06            | O Fervoroso Camerupt!                        | Candid Camerupt                          |
| 0323/AG047 | 07            | O Skitty!                                    | I Feel Skitty                            |
| 0324/AG048 | 08            | O Zigue-Zague de Zangoose!                   | Zig Zag Zangoose                         |
| 0325/AG049 | 09            | Max ao Quadrado!                             | Maxed Out                                |
| 0326/AG050 | 10            | Na Cidade de Fallarbor!                      | Pros & Con Artists                       |
| 0327/AG051 | 11            | Vamos Lá, May!                               | Come What May!                           |
| 0328/AG052 | 12            | Pressão da Torcida!                          | Cheer Pressure                           |
| 0329/AG053 | 13            | O Auxílio de Skitty!                         | Game Winning Assist                      |
| 0330/AG054 | 14            | Luta Pelo Meteorito!                         | Fight For The Meteorit                   |
| 0331/AG055 | 15            | Confusão Poética!                            | Poetry Commotion                         |
| 0332/AG056 | 16            | O Ataque Bocejo!                             | Going, Going Yawn                        |
| 0333/AG057 | 17            | Procurando o Spinda!                         | Going For a Spinda                       |
| 0334/AG058 | 18            | O Torkoal!                                   | All Torkoal, No Play                     |
| 0335/AG059 | 19            | O Manectric!                                 | Manectric Charge                         |
| 0336/AG060 | 20            | O Delcatty Comeu a Sua Língua?!              | Delcatty Got Your Tongue                 |
| 0337/AG061 | 21            | O Desastre do Disfarce!                      | Disaster Of Disguise                     |
| 0338/AG062 | 22            | No Limite do Disfarce!                       | Disguise Da Limit                        |
| 0339/AG063 | 23            | Lombre, o Senhor da Água!                    | Take The Lombre Home                     |
| 0340/AG064 | 24            | O Swablu!                                    | True Blue Swablu                         |
| 0341/AG065 | 25            | Os Gulpins!                                  | Gulpin It Down                           |
| 0342/AG066 | 26            | O Exploud!                                   | Exploud and Clear                        |
| 0343/AG067 | 27            | Vá,Vá Ludicolo!                              | Go Go Ludicolo                           |
| 0344/AG068 | 28            | Um Dilema Duplo!                             | A Double Dillema                         |
| 0345/AG069 | 29            | Amor ao Estilo de Petalburg!                 | Love, Petalburg Style                    |
| 0346/AG070 | 30            | Equilíbrio de Forças!                        | Balance Of Power                         |
| 0347/AG071 | 31            | O Ataque do Grupo dos Seis!                  | A Six Pack Attack                        |
| 0348/AG072 | 32            | Quanto Mais Brigas Melhor!                   | The Bicker the Better                    |
| 0349/AG073 | 33            | Histeria das Plantas!                        | Grass Histery                            |
| 0350/AG074 | 34            | Pokébolas de Hokey!                          | Hokey Poké balls                         |
| 0351/AG075 | 35            | Whishcash e Ash!                             | Whishcash and Ash                        |
| 0352/AG076 | 36            | Eu, Eu Mesma e o Tempo!                      | Me, Myself and Time                      |
| 0353/AG077 | 37            | Uma Fã Com um Plano!                         | Formidable Enemy? Moms Coordinator Enter |
| 0354/AG078 | 38            | Aprendendo Com a Derrota!                    | Cruisin' For a Losin'                    |
| 0355/AG079 | 39            | Pérolas São as Melhores Amigas de um Spoink! | Spoink's Lost Object                     |
| 0356/AG080 | 40            | Esse é o Swellow!                            | That's Just Swellow                      |
| 0357/AG081 | 41            | A Mansão e o Shuppet!                        | The Mansion of Shuppet                   |
| 0358/AG082 | 42            | A Luta na Floresta dos Shroomish!            | Combusken Vs. Breloom                    |
| 0359/AG083 | 43            | A Máquina Que Controla o Tempo!              | The Weather Research Institute           |
| 0360/AG084 | 44            | Quem Vai Voar Agora?!                        | Who's Flying Now?                        |
| 0361/AG085 | 45            | Batalha de Ginásio nas Alturas!              | Sky-High Gym Battle                      |
| 0362/AG086 | 46            | Luz, Camerupt, Ação!                         | Light, Camerupt, Action                  |
| 0363/AG087 | 47            | Louco Como um Lunatone!                      | As Crazy As a Lunatone                   |
| 0364/AG088 | 48            | O Parque da Comida!                          | Slakoth's Garden                         |
| 0365/AG089 | 49            | Um Susto Inesquecível!                       | A Scare to Remember!                     |
| 0366/AG090 | 50            | As Pokébarras!                               | Pokéblock, Stock and Berry               |
| 0367/AG091 | 51            | Lições em Lilycove!                          | Lessons in Lilycove!                     |
| 0368/AG092 | 52            | Dia do Julgamento!                           | Judgement Day                            |

### 8ª Temporada: Pokémon: Batalha Avançada
Pokémon: Advanced Battle é a oitava temporada da série de anime Pokémon no Ocidente.
A temporada começou no Kids' WB! nos Estados Unidos em 17 de setembro de 2005, com o episódio "Clamperl of Wisdom". A oitava temporada teve 53 episódios e terminou com o episódio "Pasta La Vista!" em 8 de julho de 2006.
| # (série)  | # (temporada) | Título no Brasil                                                       | Título nos Estados Unidos                                    |
| ---------- | ------------- | ---------------------------------------------------------------------- | ------------------------------------------------------------ |
| 0369/AG093 | 01            | Clampearl da Sabedoria!                                                | The Clamperl of Wisdom                                       |
| 0370/AG094 | 02            | O Santuário do Relicanth!                                              | The Relicanth Really Can                                     |
| 0371/AG095 | 03            | A Guerra Evolutiva!                                                    | The Evolutionary War                                         |
| 0372/AG096 | 04            | Malhando Muito!                                                        | Training Wrecks                                              |
| 0373/AG097 | 05            | Ganhando Groudon!                                                      | Gaining Groudon                                              |
| 0374/AG098 | 06            | A Luta das Lendas!                                                     | The Scuffle of Legends                                       |
| 0375/AG099 | 07            | Ainda é Rocket Roll Pra Mim!                                           | It's Still Rocket Roll To Me                                 |
| 0376/AG100 | 08            | Sólido Como um Solrock!                                                | Solid As a Solrock                                           |
| 0377/AG101 | 09            | Batalha na Ilha dos Tremores! Barboach Vs. Whiscash! (episódio banido) | Shakin Island Battle! Barboach x Whiscash! (episódio banido) |
| 0378/AG101 | 10            | Caso de Vaidade!                                                       | Vanity Affair                                                |
| 0379/AG102 | 11            | Onde Está Armaldo?!                                                    | Where's Armaldo?                                             |
| 0380/AG103 | 12            | O Pior de um Cacturne!                                                 | The Cacturne For The Worse                                   |
| 0381/AG104 | 13            | O Grande Claydol!                                                      | Claydol, Big and Tall                                        |
| 0382/AG105 | 14            | Uma Vez, Uma Mawile!                                                   | Once In a Mawille                                            |
| 0383/AG106 | 15            | Implorar, Cavar e Roubar!                                              | Beg, Burrow and Steel                                        |
| 0384/AG107 | 16            | Absol-luto Desastre!                                                   | Absol-ute Disaster                                           |
| 0385/AG108 | 17            | Deixe Nevar, Deixe Nevar, Deixa Snorunt!                               | Let it Snow, Let it Snow, Let it Snorunt!                    |
| 0386/AG109 | 18            | Eu Ouvi um Ralts?!                                                     | Do I Hear a Ralts?                                           |
| 0387/AG110 | 19            | A Oitava Insígnia!                                                     | The Great Eight Fate                                         |
| 0388/AG111 | 20            | Oito Não é o Bastante!                                                 | Eight Ain't Enough                                           |
| 0389/AG112 | 21            | A Revelação de Linoone!                                                | Showdown At Linoone                                          |
| 0390/AG113 | 22            | Quem, o Que, Quando, Onde, Wynaut?!                                    | Who, What, When, Where, Wynaut?                              |
| 0391/AG114 | 23            | Expectativas de Encontro!                                              | Date Expectations                                            |
| 0392/AG115 | 24            | Um Pouco de Inveja!                                                    | Mean With Envy                                               |
| 0393/AG116 | 25            | Estrago em Pacifidlog!                                                 | Pacifidlog Jam                                               |
| 0394/AG117 | 26            | Fruta, Fruta Interessante!                                             | Berry, Berry Interesting                                     |
| 0395/AG118 | 27            | Morrison Não Tá Com Nada!                                              | Less Is Morrison                                             |
| 0396/AG119 | 28            | O Sumiço da Taça!                                                      | The Ribbon Cup Caper                                         |
| 0397/AG120 | 29            | Ash e May! Batalha Quente em Hoenn! (episódio banido)                  | Ash & May! Heated Battle in Hoenn (episódio banido)          |
| 0398/AG121 | 30            | Hi Ho, Vento de Prata!                                                 | Hi Ho Silver Wind                                            |
| 0399/AG122 | 31            | Fraude e Lance!                                                        | Deceit And Assist                                            |
| 0400/AG123 | 32            | Rapsódia em Drew!                                                      | Rhapsody In Drew                                             |
| 0401/AG124 | 33            | A Ilha do Tempo!                                                       | Island Times                                                 |
| 0402/AG125 | 34            | De Meowth a Uma Chama!                                                 | Like a Meowth to a Flame                                     |
| 0403/AG126 | 35            | Salvo Pelo Beldum!                                                     | Saved by the Beldum                                          |
| 0404/AG127 | 36            | Da Vaidade à Riqueza!                                                  | From Brags to Riches                                         |
| 0405/AG128 | 37            | Choques e Bônus!                                                       | The Shocks and Bonds                                         |
| 0406/AG129 | 38            | O Julgamento de Uma Disputa!                                           | A Judgment Brawl                                             |
| 0407/AG130 | 39            | Escolha ou Perca!                                                      | Choose It or Lose It                                         |
| 0408/AG131 | 40            | No Fim da Luta!                                                        | At the End of the Fray                                       |
| 0409/AG132 | 41            | O Time do Esquema!                                                     | The Scheme Team                                              |
| 0410/AG133 | 42            | O Lugar Certo e o Mime Certo!                                          | The Right Place at the Right Mime                            |
| 0411/AG134 | 43            | Uma Verdadeira Ajuda do Cleffa!                                        | A Real Cleffa-Hanger                                         |
| 0412/AG135 | 44            | Articuno, o Número Um!                                                 | Número Uno Articuno                                          |
| 0413/AG136 | 45            | O Símbolo da Vida!                                                     | The Symbol Life                                              |
| 0414/AG137 | 46            | Obcecado Por Um Onix!                                                  | Hooked on Onix                                               |
| 0415/AG138 | 47            | Bruto, Brigão, Jigglypuff!                                             | Rough, Tough Jigglypuff                                      |
| 0416/AG139 | 48            | Acima das Nuvens, Arcanine!                                            | On Cloud Arcanine                                            |
| 0417/AG140 | 49            | O Indefeso Psyduck!                                                    | Sitting Psyduck                                              |
| 0418/AG141 | 50            | Salve o Chefe!                                                         | Hail To The Chef                                             |
| 0419/AG142 | 51            | O Grande Dilema de Caterpie!                                           | Caterpie's Big Dillema                                       |
| 0420/AG143 | 52            | O Torneio de Saffron!                                                  | The Safron Contest!                                          |
| 0421/AG144 | 53            | Um Obstáculo Para Squirtle!                                            | A Hurdle of Squirtle                                         |
| 0422/AG145 | 54            | Pasta La Vista!                                                        | Pasta la Vista                                               |

### 9ª Temporada: Pokémon: Batalha da Fronteira
Pokémon: Battle Frontier é a nona temporada da série de anime Pokémon e a temporada final da série Geração Avançada no Ocidente.
Nos Estados Unidos, a temporada começou no Cartoon Network em 8 de setembro de 2006, com o episódio "Fear Factor Phony". A temporada teve 47 episódios e terminou com o episódio "Home Is Where The Start Is" em 3 de março de 2007.
| # (série)  | # (temporada) | Título no Brasil                               | Título nos Estados Unidos               |
| ---------- | ------------- | ---------------------------------------------- | --------------------------------------- |
| 0423/AG146 | 01            | Fator do Falso Medo!                           | Fear Factor Phony                       |
| 0424/AG147 | 02            | O Pequeno James!                               | Sweet Baby James                        |
| 0425/AG148 | 03            | Uma Lasca do Velho Brock!                      | A Chip Off the Old Brock                |
| 0426/AG149 | 04            | Roda da Fronteira!                             | Wheel... Of Frontier                    |
| 0427/AG150 | 05            | A Aventura do Ovo-Celente da May!              | May's Egg-Cellent Adventure             |
| 0428/AG151 | 06            | Guerreiro de Fim de Semana!                    | Weekend Warrior                         |
| 0429/AG152 | 07            | Em Cima da Velha Lagoa!                        | On Olden Pond                           |
| 0430/AG153 | 08            | Táticas Teatrais!                              | Tactics Theatrics                       |
| 0431/AG154 | 09            | Invertendo as Cargas!                          | Reversing The Charges                   |
| 0432/AG155 | 10            | O Guardião Verde!                              | Green Guardian                          |
| 0433/AG156 | 11            | Do Berço Para a Luta!                          | From Cadle To Save                      |
| 0434/AG157 | 12            | A Dobra no Tempo Cura Todas as Feridas!        | Time-Warp Heals All Wounds!             |
| 0435/AG158 | 13            | A Rainha da Serpentina!                        | Queen of Serpentine                     |
| 0436/AG159 | 14            | Fora do Caminho Inexplorado!                   | Off The Unbeaten Path!                  |
| 0437/AG160 | 15            | Harley se dá Bem de Novo!                      | Harley Rides Again                      |
| 0438/AG161 | 16            | O Fora do Pokémon!                             | Odd Pokémon Out                         |
| 0439/AG162 | 17            | Combusken Espontâneo!                          | Spontaneous Combusken!                  |
| 0440/AG163 | 18            | Cortando os Laços das Amarras!                 | Cutting the Ties That Bind              |
| 0441/AG164 | 19            | Uma Explosão de Opinião!                       | Ka Boom With a View                     |
| 0442/AG165 | 20            | Rei e Rainha Por um Dia!                       | King & Queen For A Day                  |
| 0443/AG166 | 21            | Guiando a Maré Vermelha!                       | Curbing The Crimson Tide                |
| 0444/AG167 | 22            | O Que Eu Fiz Por Amor!                         | What I Did For Love!                    |
| 0445/AG168 | 23            | Três Jynx e Um Bebê!                           | Three Jynx & A Baby                     |
| 0446/AG169 | 24            | Falando Sobre Um Bom Jogo!                     | Talking a Good Game                     |
| 0447/AG170 | 25            | O Charme da Segunda Vez!                       | Second Time's The Charm!                |
| 0448/AG171 | 26            | Guarda Pokémon - A Crise do Deoxys! (1ª Parte) | Pokémon Ranger! Deoxys Crisis! (Part 1) |
| 0449/AG172 | 27            | Guarda Pokémon - A Crise do Deoxys! (2ª Parte) | Pokémon Ranger! Deoxys Crisis! (Part 2) |
| 0450/AG173 | 28            | Nem Tudo Que Reluz é Ouro!                     | All That Glitters is Not Golden         |
| 0451/AG174 | 29            | Nova Trama, Sorte Estranha!                    | New Plot - Odd Lot!                     |
| 0452/AG175 | 30            | Indo Para o Sufoco!                            | Going For Choke!                        |
| 0453/AG176 | 31            | O Grande Assalto!                              | The Ole' Berate and Switch              |
| 0454/AG177 | 32            | Grades Espaciais!                              | Grating Spaces                          |
| 0455/AG178 | 33            | Batalhando com o Inimigo Interior!             | Battling The Enemy Within               |
| 0456/AG179 | 34            | Slaking Kong!                                  | Slaking Kong!                           |
| 0457/AG180 | 35            | May, Nós Estamos Torcendo Por Você!            | May, We Harley Drew'd Ya!               |
| 0458/AG181 | 36            | Passando Pelo Funil!                           | Thinning The Hoard                      |
| 0459/AG182 | 37            | Canalizando a Zona de Batalha!                 | Channeling the Battle Zone              |
| 0460/AG183 | 38            | Aipom e a Circunstância!                       | Aipom and Circumstance                  |
| 0461/AG184 | 39            | Estratégia Amanhã, Comédia Esta Noite!         | Strategy Tomorrow, Comedy Tonight!      |
| 0462/AG185 | 40            | Duelos da Selva!                               | Duels of the Jungle                     |
| 0463/AG186 | 41            | Cheio de Alegria!                              | Overjoyed                               |
| 0464/AG187 | 42            | A Invencível Clareza de se Ver!                | The Unbeatable Lightness Of Seeing      |
| 0465/AG188 | 43            | Um Conselho Saudável!                          | Pinch Healing!                          |
| 0466/AG189 | 44            | Reunindo a Gangue dos Quatro!                  | Gathering The Gang of Four              |
| 0467/AG190 | 45            | Passo - A Fronteira Final!                     | Pace The Final Frontier                 |
| 0468/AG191 | 46            | Mais Uma Vez Cambaleando!                      | Once More With Reeling!                 |
| 0469/AG192 | 47            | O Lar é o Início de Tudo!                      | Home Is Where The Start Is              |

## Filmes
| # | Título no Brasil                           | Título nos Estados Unidos                |
| - | ------------------------------------------ | ---------------------------------------- |
| 1 | Pokémon 6: Jirachi - Realizador de Desejos | Pokémon: Jirachi Wish Maker              |
| 2 | Pokémon 7: Alma Gêmea                      | Pokémon: Destiny Deoxys                  |
| 3 | Pokémon Lucario e o Mistério de Mew        | Pokémon: Lucario and the Mystery of Mew  |
| 4 | Pokémon Ranger e o Lendário Templo do Mar  | Pokémon Ranger and the Temple of the Sea |